# ويليام إي. باتلر
ويليام إي. باتلر (بالإنجليزية: William E. Butler)‏ هو محامي ومحامي بريطاني، ولد في 20 أكتوبر 1939.